# Protesty w Algierii (2010–2012)
Protesty w Algierii – seria antyrządowych protestów w Algierii, spowodowanych przez bezrobocie, rosnące ceny żywności, korupcję władz, brak wolności słowa i złe warunki życia. Protesty rozpoczęły się pod koniec grudnia 2010 roku i zakończyły się obietnicami prezydenta Abdelaziza Butefliki zmian w konstytucji i reformami. Protesty w Algierii miały mniejszą skalę aniżeli inne wystąpienia w krajach regionu w tym czasie.
Zamieszki w Algierze na wzór tunezyjski wybuchły 29 grudnia 2010. Było to związane z sytuacją mieszkaniową. Rany w walkach ulicznych odniosły 53 osoby, aresztowano także 29 osób. Po 1 stycznia 2011 protesty przybrały na sile i rozszerzył się ich zasięg. Powodem były ogłoszone wraz z nowym rokiem 30% podwyżki cen żywności. Manifestacje przerodziły się w zamieszki, uzbrojeni w noże lub metalowe pałki ludzie zaczęli plądrować sklepy, domy i budynki publiczne. W ciągu pierwszego tygodnia stycznia śmierć poniosły trzy osoby, a 63 demonstrantów i 763 policjantów zostało rannych. Aby uspokoić nastroje społeczeństwa, rząd obniżył ceny cukru i oliwy.
W kraju nastąpiły także przypadki samospaleń demonstrantów w proteście przeciwko złej sytuacji ekonomicznej. 12 stycznia 2011 podpalił się Mohamed Aoichia w mieście Bordż Menaiel. Kolejnego dnia samospalenia dokonał Moshen Bouterfif z Tebesy. Obaj podpalili się z powodu fatalnych warunków mieszkaniowych i braku pracy. W kolejnych dniach odnotowano jeszcze dziesięć takich incydentów.
Kolejne wystąpienia w stolicy nastąpiły 22 stycznia 2011. Wówczas ranne zostały 42 osoby. Część demonstracji była organizowana przez partie opozycyjne wobec władz Algierii, w tym także przez opozycję parlamentarną, jednak demonstracje o podłożu politycznym były mniejsze od demonstracji o podłożu gospodarczym. Demonstracje polityczne odbywają się głównie pod hasłem żądania zniesienia stanu wyjątkowego, który wprowadzono w roku 1992, i ograniczeń swobód obywatelskich.
2 lutego 2011 w Algierii 15 napastników porwało włoską turystkę wraz kierowcą i przewodnikiem. 3 lutego 2011 prezydent zapowiedział zniesienie stanu wyjątkowego w „najbliższej przyszłości” oraz polecił udostępnić opozycji czas antenowy w mediach państwowych. 16 lutego 2011 premier Ahmed Ujahia, podał, że stan wyjątkowy zostanie zniesiony do końca lutego. 22 lutego 2011 rząd przyjął rozporządzenie, które znosi obowiązujący od 1992 roku stan wyjątkowy, wejdzie ono w życie z chwilą jego opublikowania w dzienniku urzędowym Algierii. Jest to spełnieniem jednego z głównych postulatów protestujących.
11 lutego 2011 doszło do demonstracji w Algierze. Zapowiadany pokojowy przemarsz, przerodził się w walki demonstrantów z policją. Tłum, który wymaszerował z Placu 1 Maja, zmobilizowany ustąpieniem prezydenta Egiptu Hosni Mubaraka wdał się w starcia ze służbami bezpieczeństwa. Policja aresztowała już ludzi, w tym Fodil Bumala jednego z założycieli Narodowego Ruchu na rzecz Zmiany i Demokracji. Opozycja wezwała do masowych protestów podobnych do egipskich.
13 lutego 2011 podczas demonstracji w Algierze policja użyła gazu łzawiącego. Do starć doszło w mieście Annaba. Demonstranci ogłosili, iż będą powtarzać manifestacje co sobotę. 14 lutego, minister spraw zagranicznych Mourad Medelci, powiedział, że stan wyjątkowy zostanie zniesiony w ciągu kilku najbliższych dni.  Do kolejnych wielotysięcznych demonstracji doszło 19 lutego. Manifestanci nie zdołali przejąć kontroli na placem głównym w Algierze.
26 lutego 2011 siły policyjne stłumiły demonstracje w Algierze. 23 marca 2011 w Algierze policja zaatakowała demonstrujących mieszkańców slumsów, którzy protestowali przeciwko niszczeniu ich domów. 21 osób zostało rannych.
Jednak władze algierskie w przeciwieństwie do tunezyjskich i egipskich czy libijskich opanowały sytuację w kraju i załagodziły protesty zapowiedzią zwiększenia transferów społecznych w związku z dużymi rezerwami finansowymi. 15 kwietnia 2011 prezydent w wystąpieniu w państwowej telewizji zapowiedział m.in. zmiany w konstytucji i reformy legislacyjne. Obiecał zmodyfikowanie prawa wyborczego oraz przeprowadzenie uczciwych wyborów  prezydenckich w 2014 roku.